# Abi Sakamoto
Pour les articles homonymes, voir Sakamoto.
Abi Sakamoto, née en 1969 à Tokyo est une journaliste et une actrice japonaise.

## Biographie
Née à Shibuya, le quartier commercial de Tokyo, elle s'est diplômée à l'université Keio Gijuku, et a fait partie de l'équipe éditoriale de l'édition japonaise du magazine français Cahiers du cinéma depuis 1991. Elle a écrit bon nombre de critiques pour cette revue.
Elle travaille depuis novembre 2001 à l'institut franco-japonais de Tokyo en tant que Responsable de cinéma.

## Filmographie
- 2002 : Demonlover (L'Amant diabolique) d'Olivier Assayas : Kaori - la traductrice